# Aeroportul Abu Simbel
Aeroportul Abu Simbel (IATA: ABS, ICAO: HEBL) este un aeroport din Guvernoratul Aswan, Egipt ce deservește zona Abu Simbel. Aeroportul a fost tranzitat în decembrie 2022 de 15.093 de pasageri.
Situat la o altitudine de 188 m, aeroportul dispune de o singură pistă. Este operat de Egyptian Airports Company⁠(d).